# 올레크 고르디옙스키
올레크 안토노비치 고르디옙스키(러시아어: Оле́г Анто́нович Гордие́вский, 영어: Oleg Gordievsky, 1938년 10월 10일 ~ 2025년 3월 4일)는 소련과 영국의 간첩이다. 소련의 정보 조직인 국가보안위원회(KGB) 소속 간첩이었으며 1974년부터 1985년까지 영국 비밀정보부(MI6)에 정보를 제공하여 이중간첩으로 활동했다. 1985년 7월에 "핌리코 작전"으로 모스크바를 탈출하여 영국으로 망명했고 사망할 때 까지 영국에 거주했다. 이에 소련 정부는 1985년 11월 궐석재판을 열어 사형을 선고했다.

## 같이 보기
- 올레크 펜콥스키